# 검은 금요일 (1978년)

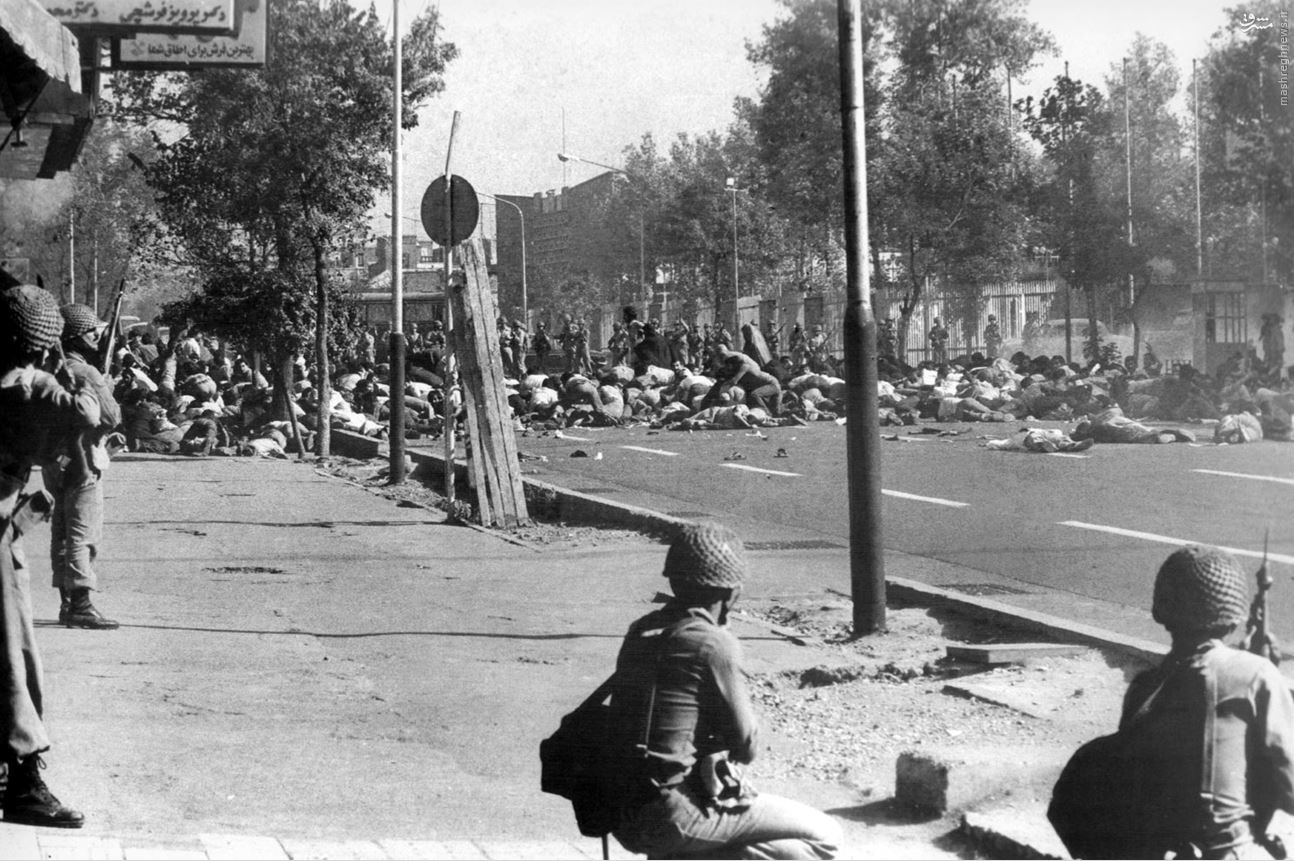

검은 금요일(페르시아어: جمعه سیاه 좀에예 시야흐)은 1978년 9월 8일(이란력 1357년 6월 17일) 이란 제국의 수도 테헤란의 잘레흐 광장에서 이란 황립육군이 반정부 시위대에게 발포하여 89명이 사망한 사건이다. 이로써 반정부 운동과 모하마드 레자 샤 정권 사이에 어떠한 타협도 불가능함이 드러났다. 이란 혁명이 급진화된 주요 변곡점으로 평가된다.

## 같이 보기
- 이란 혁명
- 시네마 렉스 화재